# وايت ماسون
وايت ماسون (بالإنجليزية: Wyatt Mason) هو ناقد أدبي وصحفي أمريكي، ولد في 1969.